# Liste der Europameister im Rennrodeln

Logo der FIL

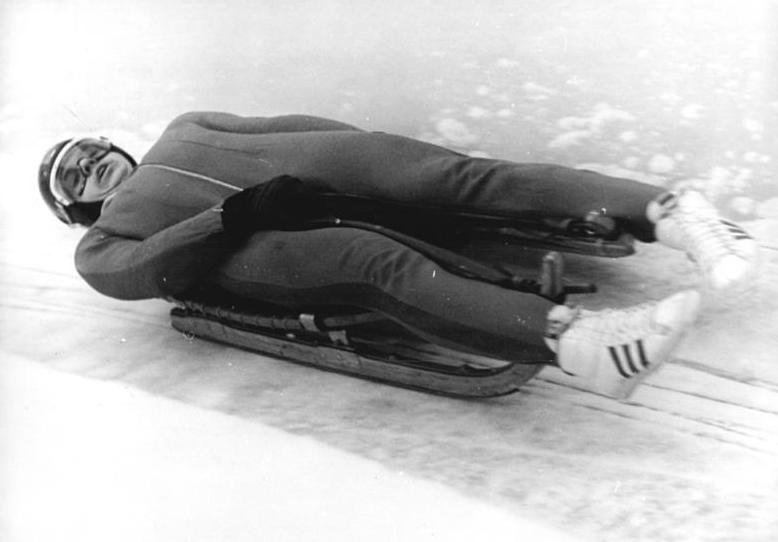
Hans Rinn, bislang erfolgreichster Starter bei den Herren

Die Liste der Europameister im Rennrodeln listet alle auf den ersten drei Rängen bei Europameisterschaften im Rennrodeln platzierten Sportler. Europameisterschaften im Rennrodeln werden seit 1914 in den Disziplinen Einsitzer der Männer und Frauen und im Doppelsitzer der Männer durchgeführt. Seit 1988 findet zudem im Rahmen der Europameisterschaften ein Teamwettbewerb statt, seit 2010 Als Teamstaffel. Seit 2012 wird die Europameisterschaft aus terminlichen Gründen wie auch die anderen Kontinentalen Meisterschaften als Race-in-Race im Rahmen des Rennrodel-Weltcups durchgeführt.
Martin Tietze, Paul Aste, Maria Isser, Horst Hörnlein, Hans Rinn und Paul Hildgartner sind die einzigen Rennrodler, die im Einzel sowie im Doppelsitzer Europameister wurden. Der erfolgreichste Sportler ist bis heute mit sieben Europameistertiteln in beiden Disziplinen der deutsche Hans Rinn.

## Einsitzer Männer
| Europameisterschaften | Europameisterschaften           | Gold                 | Silber               | Bronze                |
| --------------------- | ------------------------------- | -------------------- | -------------------- | --------------------- |
| 1914                  | Reichenberg (Liberec)           | Rudolf Kauschka      | Jakob Platzer        | Richard Simm          |
| 1928                  | Schreiberhau (Szklarska Poręba) | Fritz Preissler      | Rudolf Kauschka      | Kurt Wagner           |
| 1929                  | Semmering                       | Fritz Preissler      | Robert Liebig        | Rudolf Dressler       |
| 1934                  | Ilmenau                         | Martin Tietze        | Rudolf Maschke       | Alfred Posselt        |
| 1935                  | Krynica                         | Martin Tietze        | Maks Enker           | Bronisław Witkowski   |
| 1937                  | Oslo                            | Martin Tietze        | Wilhelm Klavenes     | Harald Seegaard       |
| 1938                  | Salzburg                        | Martin Tietze        | Walter Kluge         | Rudolf Hermann        |
| 1939                  | Reichenberg (Liberec)           | Fritz Preissler      | Martin Tietze        | Gustav Jeschek        |
| 1951                  | Igls                            | Paul Aste            | Wilhelm Lache        | Hermann Mayregger     |
| 1952                  | Garmisch-Partenkirchen          | Rudolf Maschke       | Paul Aste            | Albert Kraus          |
| 1953                  | Cortina d’Ampezzo               | Paul Aste            | Heinrich Isser       | Wilhelm Lache         |
| 1954                  | Davos                           | Fritz Kienzl         | Wilhelm Lache        | Josef Strillinger     |
| 1955                  | Hahnenklee                      | Paul Aste            | Albert Kraus         | Johann Stangl         |
| 1956                  | Imst                            | Josef Isser          | Hans Krausner        | Erich Raffl           |
| 1962                  | Weißenbach                      | Josef Lenz           | Anton Venier         | Zdzyslaw Siuda        |
| 1967                  | Königssee                       | Leonhard Nagenrauft  | Fritz Nachmann       | Josef Matlak          |
| 1970                  | Hammarstrand                    | Harald Ehrig         | Wolfgang Scheidel    | Horst Hörnlein        |
| 1971                  | Imst                            | Horst Hörnlein       | Wolfgang Scheidel    | Manfred Schmid        |
| 1972                  | Königssee                       | Wolfram Fiedler      | Harald Ehrig         | Leonhard Nagenrauft   |
| 1973                  | Königssee                       | Hans Rinn            | Josef Fendt          | Rudolf Schmid         |
| 1974                  | Imst                            | Hans Rinn            | Manfred Schmid       | Rudolf Schmid         |
| 1975                  | Olang                           | Dettlef Günther      | Wolfram Fiedler      | Hans Rinn             |
| 1976                  | Hammarstrand                    | Wolfram Fiedler      | Michael Gårdebäck    | Hans-Heinrich Winkler |
| 1977                  | Königssee                       | Anton Winkler        | Hans Rinn            | Karl Brunner          |
| 1978                  | Hammarstrand                    | Paul Hildgartner     | Hans Rinn            | Wladimir Schitow      |
| 1979                  | Oberhof                         | Hans Rinn            | Dettlef Günther      | Bernhard Glass        |
| 1980                  | Olang                           | Karl Brunner         | Paul Hildgartner     | Ernst Haspinger       |
| 1982                  | Winterberg                      | Uwe Handrich         | Sergej Danilin       | Ernst Haspinger       |
| 1984                  | Olang                           | Paul Hildgartner     | Norbert Huber        | Ernst Haspinger       |
| 1986                  | Hammarstrand                    | Sergej Danilin       | Jens Müller          | Michael Walter        |
| 1988                  | Königssee                       | Georg Hackl          | Markus Prock         | Johannes Schettel     |
| 1990                  | Igls                            | Georg Hackl          | Markus Prock         | Jens Müller           |
| 1992                  | Winterberg                      | René Friedl          | Norbert Huber        | Georg Hackl           |
| 1994                  | Königssee                       | Markus Prock         | Georg Hackl          | Armin Zöggeler        |
| 1996                  | Sigulda                         | Jens Müller          | Albert Demtschenko   | Markus Schmidt        |
| 1998                  | Oberhof                         | Markus Prock         | Karsten Albert       | Norbert Huber         |
| 2000                  | Winterberg                      | Jens Müller          | Georg Hackl          | Armin Zöggeler        |
| 2002                  | Altenberg                       | Markus Prock         | Denis Geppert        | Armin Zöggeler        |
| 2004                  | Oberhof                         | Armin Zöggeler       | David Möller         | Jaroslav Slavik       |
| 2006                  | Winterberg                      | Albert Demtschenko   | Armin Zöggeler       | David Möller          |
| 2008                  | Cesana                          | Armin Zöggeler       | Albert Demtschenko   | David Möller          |
| 2010                  | Sigulda                         | Albert Demtschenko   | Wolfgang Kindl       | Daniel Pfister        |
| 2012                  | Paramonowo                      | Andi Langenhan       | Armin Zöggeler       | Felix Loch            |
| 2013                  | Oberhof                         | Felix Loch           | Andi Langenhan       | Johannes Ludwig       |
| 2014                  | Sigulda                         | Armin Zöggeler       | Johannes Ludwig      | Dominik Fischnaller   |
| 2015                  | Sotschi                         | Semjon Pawlitschenko | Alexander Peretjagin | Felix Loch            |
| 2016                  | Altenberg                       | Felix Loch           | Roman Repilow        | Ralf Palik            |
| 2017                  | Königssee                       | Semjon Pawlitschenko | Ralf Palik           | Wolfgang Kindl        |
| 2018                  | Sigulda                         | Semjon Pawlitschenko | Felix Loch           | Roman Repilow         |
| 2019                  | Oberhof                         | Semjon Pawlitschenko | Roman Repilow        | Kristers Aparjods     |
| 2020                  | Lillehammer                     | Dominik Fischnaller  | Semjon Pawlitschenko | Roman Repilow         |
| 2021                  | Sigulda                         | Felix Loch           | Johannes Ludwig      | Dominik Fischnaller   |
| 2022                  | St. Moritz                      | Wolfgang Kindl       | Kristers Aparjods    | Nico Gleirscher       |
| 2023                  | Sigulda                         | Max Langenhan        | Felix Loch           | Kristers Aparjods     |
| 2024                  | Igls                            | Jonas Müller         | Nico Gleirscher      | Max Langenhan         |
| 2025                  | Winterberg                      |                      |                      |                       |

## Einsitzer Frauen
Das Rennen von 1914 wird häufig als erste Europameisterschaft der Frauen benannt, war jedoch ein Preis- und kein Meisterschaftsrennen im Rahmen der Europameisterschaftsveranstaltung.
| Europameisterschaften | Europameisterschaften           | Gold                 | Silber                  | Bronze                     |
| --------------------- | ------------------------------- | -------------------- | ----------------------- | -------------------------- |
| 1914                  | Reichenberg (Liberec)           | Anna Skoda           | Anna Rothe              | Resi Jahnel                |
| 1928                  | Schreiberhau (Szklarska Poręba) | Hilde Raupach        | Margarethe Wolf         | Felicitas Hansch           |
| 1929                  | Semmering                       | Lotte Embacher       | Christine Klecker       | Fanni Altendorfer          |
| 1934                  | Ilmenau                         | Hanni Fink           | Adela Raimannová        | Gertrud Porsche-Schinkeová |
| 1935                  | Krynica                         | Hanni Fink           | Liselotte Hopfer        | Gertrud Porsche-Schinkeová |
| 1937                  | Oslo                            | Titti Maartmann      | Liv Jensen              | Helen Galtung              |
| 1938                  | Salzburg                        | Friedel Tietze       | Waltraud Grassl         | Hanni Fink                 |
| 1939                  | Reichenberg (Liberec)           | Friedel Tietze       | Waltraud Grassl         | Hanni Fink                 |
| 1951                  | Igls                            | Karla Kienzl         | Hilde Sturm             | Maria Isser                |
| 1952                  | Garmisch-Partenkirchen          | Maria Isser          | Erika Schiller          | Rosa Perz                  |
| 1953                  | Cortina d’Ampezzo               | Maria Isser          | Liesl Seewald           | Rosa Lesser                |
| 1954                  | Davos                           | Maria Isser          | Karla Kienzl            | Lotte Scheimpflug          |
| 1955                  | Hahnenklee                      | Maria Isser          | Karla Kienzl            | Erika Leitner              |
| 1956                  | Imst                            | Elly Lieber          | Maria Isser             | Lotte Scheimpflug          |
| 1962                  | Weißenbach                      | Irena Pawełczyk      | Helene Thurner          | Gerda Rieser-Cegnar        |
| 1967                  | Königssee                       | Christa Schmuck      | Angelika Dünhaupt       | Helena Macher              |
| 1970                  | Hammarstrand                    | Anna-Maria Müller    | Angela Knösel           | Christa Schmuck            |
| 1971                  | Imst                            | Erika Lechner        | Angela Knösel           | Barbara Piecha             |
| 1972                  | Königssee                       | Ute Rührold          | Elisabeth Demleitner    | Anna-Maria Müller          |
| 1973                  | Königssee                       | Margit Schumann      | Ute Rührold             | Eva-Maria Wernicke         |
| 1974                  | Imst                            | Margit Schumann      | Halina Kanasz           | Ute Rührold                |
| 1975                  | Olang                           | Margit Schumann      | Eva-Maria Wernicke      | Halina Kanasz              |
| 1976                  | Hammarstrand                    | Vera Zozuļa          | Agneta Lindskog         | Halina Biegun              |
| 1977                  | Königssee                       | Elisabeth Demleitner | Margit Schumann         | Margit Graf                |
| 1978                  | Hammarstrand                    | Elisabeth Demleitner | Anna Majewskaja         | Vera Zozuļa                |
| 1979                  | Oberhof                         | Melitta Sollmann     | Ilona Brand             | Margit Schumann            |
| 1980                  | Olang                           | Melitta Sollmann     | Maria-Luise Rainer      | Ilona Brand                |
| 1982                  | Winterberg                      | Bettina Schmidt      | Steffi Martin           | Melitta Sollmann           |
| 1984                  | Olang                           | Monika Auer          | Heike Popel             | Bettina Schmidt            |
| 1986                  | Hammarstrand                    | Cerstin Schmidt      | Steffi Martin           | Ute Oberhoffner            |
| 1988                  | Königssee                       | Ute Oberhoffner      | Veronika Bilgeri        | Cerstin Schmidt            |
| 1990                  | Igls                            | Susi Erdmann         | Gerda Weißensteiner     | Jana Bode                  |
| 1992                  | Winterberg                      | Susi Erdmann         | Sylke Otto              | Angelika Neuner            |
| 1994                  | Königssee                       | Gerda Weißensteiner  | Jana Bode               | Gabriele Kohlisch          |
| 1996                  | Sigulda                         | Jana Bode            | Gabriele Kohlisch       | Andrea Tagwerker           |
| 1998                  | Oberhof                         | Silke Kraushaar      | Andrea Tagwerker        | Susi Erdmann               |
| 2000                  | Winterberg                      | Sylke Otto           | Silke Kraushaar         | Barbara Niedernhuber       |
| 2002                  | Altenberg                       | Sylke Otto           | Silke Kraushaar         | Barbara Niedernhuber       |
| 2004                  | Oberhof                         | Silke Kraushaar      | Tatjana Hüfner          | Sylke Otto                 |
| 2006                  | Winterberg                      | Silke Kraushaar      | Tatjana Hüfner          | Barbara Niedernhuber       |
| 2008                  | Cesana                          | Natalie Geisenberger | Silke Kraushaar-Pielach | Veronika Halder            |
| 2010                  | Sigulda                         | Tatjana Iwanowa      | Corinna Martini         | Nina Reithmayer            |
| 2012                  | Paramonowo                      | Tatjana Iwanowa      | Tatjana Hüfner          | Corinna Martini            |
| 2013                  | Oberhof                         | Natalie Geisenberger | Tatjana Hüfner          | Anke Wischnewski           |
| 2014                  | Sigulda                         | Natalja Chorjowa     | Tatjana Iwanowa         | Dajana Eitberger           |
| 2015                  | Sotschi                         | Dajana Eitberger     | Natalie Geisenberger    | Tatjana Iwanowa            |
| 2016                  | Altenberg                       | Tatjana Hüfner       | Elīza Cauce             | Tatjana Iwanowa            |
| 2017                  | Königssee                       | Natalie Geisenberger | Tatjana Iwanowa         | Tatjana Hüfner             |
| 2018                  | Sigulda                         | Tatjana Iwanowa      | Natalie Geisenberger    | Sandra Robatscher          |
| 2019                  | Oberhof                         | Natalie Geisenberger | Tatjana Hüfner          | Dajana Eitberger           |
| 2020                  | Lillehammer                     | Tatjana Iwanowa      | Julia Taubitz           | Wiktorija Demtschenko      |
| 2021                  | Sigulda                         | Tatjana Iwanowa      | Natalie Geisenberger    | Wiktorija Demtschenko      |
| 2022                  | St. Moritz                      | Natalie Geisenberger | Madeleine Egle          | Elīna Ieva Vītola          |
| 2023                  | Sigulda                         | Anna Berreiter       | Dajana Eitberger        | Elīna Ieva Vītola          |
| 2024                  | Igls                            | Madeleine Egle       | Julia Taubitz           | Anna Berreiter             |
| 2025                  | Winterberg                      | Julia Taubitz        |                         |                            |

## Doppelsitzer Männer
1954 kam es zu einem Novum, als mit Maria Isser erstmals eine Frau einen Europameistertitel im Doppelsitzer (zusammen mit Josef Isser) holte. Bis zur endgültigen Trennung der Geschlechter 2023 stand der Wettbewerb beiden Geschlechtern offen, wurde aber nahezu nur noch von Männern bestritten.
| Europameisterschaften | Europameisterschaften           | Gold                                            | Silber                                               | Bronze                                                                                     |
| --------------------- | ------------------------------- | ----------------------------------------------- | ---------------------------------------------------- | ------------------------------------------------------------------------------------------ |
| 1914                  | Reichenberg (Liberec)           | BöhmenErwin Posselt Karl Löbelt                 | Böhmen / Deutsches ReichRudolf Kauschka Hans Gfäller | BöhmenArthur Klamt Berthold Posselt                                                        |
| 1928                  | Schreiberhau (Szklarska Poręba) | Deutsches ReichHerbert Elger Wilhelm Adolf      | Deutsches ReichRichard Feist Walter Feist            | TschechoslowakeiFritz Posselt Alfred Posselt                                               |
| 1929                  | Semmering                       | Deutsches ReichRichard Feist Walter Feist       | TschechoslowakeiRudolf Kauschka Fritz Preissler      | ÖsterreichFranz Stecker Ferdinand Wiesner                                                  |
| 1934                  | Ilmenau                         | Deutsches ReichWalter Feist Walter Kluge        | TschechoslowakeiRudolf Hermann Rudolf Maschke        | TschechoslowakeiJosef Heller Albert Kraus                                                  |
| 1935                  | Krynica                         | Deutsches ReichWalter Feist Walter Kluge        | Deutsches ReichMartin Tietze Kurt Weidner            | TschechoslowakeiHans Taubner Hugo Schöler                                                  |
| 1937                  | Oslo                            | Deutsches ReichMartin Tietze Kurt Weidner       | Deutsches ReichWalter Feist Walter Kluge             | TschechoslowakeiRudolf Maschke Albert Kraus                                                |
| 1938                  | Salzburg                        | Deutsches ReichWalter Feist Walter Kluge        | Deutsches ReichViktor Schubert Werner Rüger          | TschechoslowakeiRudolf Maschke Erhard Grundmann                                            |
| 1939                  | Reichenberg (Liberec)           | Deutsches ReichWalter Feist Walter Kluge        | Deutsches ReichGerhard Schubert Erhard Körner        | Deutsches ReichRudolf Hermann Albert Kraus                                                 |
| 1951                  | Igls                            | ÖsterreichHans Krausner Rudolf Peyfuß           | ÖsterreichHeinrich Isser Josef Isser                 | ÖsterreichNorbert Steixner Adolf Hofer                                                     |
| 1952                  | Garmisch-Partenkirchen          | ÖsterreichPaul Aste Heinrich Isser              | ÖsterreichHans Krausner Luis Schlögel                | ÖsterreichWilhelm Lache Josef Isser                                                        |
| 1953                  | Cortina d’Ampezzo               | ÖsterreichHans Krausner Wilhelm Lache           | ÖsterreichPaul Aste Heinrich Isser                   | ÖsterreichErich Raffl Stefan Schöpf                                                        |
| 1954                  | Davos                           | ÖsterreichJosef Isser Maria Isser               | BR DeutschlandRichard Feistmantl Ernst Feistmantl    | ÖsterreichHans Krausner Josef Leistenritt                                                  |
| 1955                  | Hahnenklee                      | ÖsterreichPaul Aste Heinrich Isser              | BR DeutschlandHermann Knüppel Dietrich Schmidt       | BR DeutschlandHermann Meier Erhard Grundmann                                               |
| 1956                  | Imst                            | ÖsterreichWilhelm Leimgruber Josef Unterfrauner | ÖsterreichErich Raffl Stefan Schöpf                  | ÖsterreichJosef Thaler Luis Posch                                                          |
| 1962                  | Weißenbach                      | ÖsterreichAnton Venier Ewald Walch              | ÖsterreichJosef Feistmantl Manfred Stengl            | ÖsterreichReinhold Frosch Ludwig Gassner                                                   |
| 1967                  | Königssee                       | ÖsterreichJosef Feistmantl Wilhelm Biechl       | ÖsterreichHelmut Thaler Reinhold Senn                | PolenRyszard Gawior Zbigniew Gawior                                                        |
| 1970                  | Hammarstrand                    | DDRHorst Hörnlein Reinhard Bredow               | ÖsterreichRudolf Schmid Franz Schachner              | ÖsterreichManfred Schmid Ewald Walch                                                       |
| 1971                  | Imst                            | ItalienPaul Hildgartner Walter Plaikner         | ÖsterreichManfred Schmid Ewald Walch                 | PolenTadeusz Radwan Janusz Krawczyk                                                        |
| 1972                  | Königssee                       | DDRHorst Hörnlein Reinhard Bredow               | BR DeutschlandHans Brandner Balthasar Schwarm        | BR DeutschlandPeter Reichenwallner Rudolf Größwang                                         |
| 1973                  | Königssee                       | DDRHans Rinn Norbert Hahn                       | DDRBernd Hahn Ulrich Hahn                            | BR DeutschlandHans Brandner Balthasar Schwarm                                              |
| 1974                  | Imst                            | ItalienPaul Hildgartner Walter Plaikner         | DDRHans Rinn Norbert Hahn                            | PolenRoman Hurej Jozef Pietronczyk                                                         |
| 1975                  | Olang                           | DDRHans Rinn Norbert Hahn                       | DDRHorst Müller Hans-Jürgen Neumann                  | DDRBernd Hahn Ulrich Hahn                                                                  |
| 1976                  | Hammarstrand                    | DDRBernd Dreyer Roland Herdmann                 | NorwegenAsle Strand Helge Svensen                    | SowjetunionDainis Bremse Aigars Kriķis                                                     |
| 1977                  | Königssee                       | BR DeutschlandHans Brandner Balthasar Schwarm   | DDRHans Rinn Norbert Hahn                            | BR DeutschlandStefan Hölzlwimmer Rudolf Größwang                                           |
| 1978                  | Hammarstrand                    | DDRHans Rinn Norbert Hahn                       | DDRBernd Hahn Ulrich Hahn                            | TschechoslowakeiJindřich Zeman Vladimír Resl                                               |
| 1979                  | Oberhof                         | DDRBernd Oberhoffner Jörg-Dieter Ludwig         | DDRHans Rinn Norbert Hahn                            | ItalienPeter Gschnitzer Karl Brunner                                                       |
| 1980                  | Olang                           | DDRHans Rinn Norbert Hahn                       | DDRBernd Hahn Ulrich Hahn                            | BR DeutschlandHans Brandner Balthasar Schwarm                                              |
| 1982                  | Winterberg                      | ÖsterreichGünther Lemmerer Reinhold Sulzbacher  | DDRHans Rinn Jörg-Dieter Ludwig                      | BR DeutschlandHans Stanggassinger Franz Wembacher                                          |
| 1984                  | Olang                           | ItalienHelmut Brunner Walter Brunner            | BR DeutschlandHans Stanggassinger Franz Wembacher    | ItalienHansjörg Raffl Norbert Huber                                                        |
| 1986                  | Hammarstrand                    | SowjetunionJewgeni Beloussow Alexander Beljakow | DDRJörg Hoffmann Jochen Pietzsch                     | ItalienHansjörg Raffl Norbert Huber                                                        |
| 1988                  | Königssee                       | BR DeutschlandThomas Schwab Wolfgang Staudinger | ItalienHansjörg Raffl Norbert Huber                  | SowjetunionJewgeni Beloussow Alexander Beljakow                                            |
| 1990                  | Igls                            | DDRJörg Hoffmann Jochen Pietzsch                | ItalienHansjörg Raffl Norbert Huber                  | DDRStefan Krauße Jan Behrendt                                                              |
| 1992                  | Winterberg                      | ItalienHansjörg Raffl Norbert Huber             | ItalienKurt Brugger Wilfried Huber                   | DeutschlandStefan Krauße Jan Behrendt                                                      |
| 1994                  | Königssee                       | ItalienHansjörg Raffl Norbert Huber             | ItalienKurt Brugger Wilfried Huber                   | DeutschlandYves Mankel Thomas Rudolph                                                      |
| 1996                  | Sigulda                         | DeutschlandStefan Krauße Jan Behrendt           | ItalienGerhard Plankensteiner Oswald Haselrieder     | RusslandAlbert Demtschenko Semjon Kolobajew                                                |
| 1998                  | Oberhof                         | DeutschlandStefan Krauße Jan Behrendt           | DeutschlandSteffen Skel Steffen Wöller               | ÖsterreichTobias Schiegl Markus Schiegl                                                    |
| 2000                  | Winterberg                      | DeutschlandPatric Leitner Alexander Resch       | DeutschlandSteffen Skel Steffen Wöller               | ÖsterreichTobias Schiegl Markus Schiegl                                                    |
| 2002                  | Altenberg                       | DeutschlandPatric Leitner Alexander Resch       | ÖsterreichTobias Schiegl Markus Schiegl              | ItalienGerhard Plankensteiner Oswald Haselrieder                                           |
| 2004                  | Oberhof                         | DeutschlandSteffen Skel Steffen Wöller          | ItalienChristian Oberstolz Patrick Gruber            | ÖsterreichAndreas Linger Wolfgang Linger                                                   |
| 2006                  | Winterberg                      | DeutschlandPatric Leitner Alexander Resch       | DeutschlandSebastian Schmidt André Forker            | ItalienChristian Oberstolz Patrick Gruber                                                  |
| 2008                  | Cesana                          | ItalienChristian Oberstolz Patrick Gruber       | ÖsterreichAndreas Linger Wolfgang Linger             | DeutschlandPatric Leitner Alexander Resch ItalienGerhard Plankensteiner Oswald Haselrieder |
| 2010                  | Sigulda                         | ÖsterreichAndreas Linger Wolfgang Linger        | DeutschlandTobias Wendl Tobias Arlt                  | ÖsterreichTobias Schiegl Markus Schiegl                                                    |
| 2012                  | Paramonowo                      | ÖsterreichPeter Penz Georg Fischler             | DeutschlandTobias Wendl Tobias Arlt                  | DeutschlandToni Eggert Sascha Benecken                                                     |
| 2013                  | Oberhof                         | DeutschlandToni Eggert Sascha Benecken          | DeutschlandTobias Wendl Tobias Arlt                  | ÖsterreichPeter Penz Georg Fischler                                                        |
| 2014                  | Sigulda                         | ItalienChristian Oberstolz Patrick Gruber       | RusslandWladislaw Juschakow Wladimir Machnutin       | ÖsterreichAndreas Linger Wolfgang Linger                                                   |
| 2015                  | Sotschi                         | DeutschlandTobias Wendl Tobias Arlt             | ÖsterreichPeter Penz Georg Fischler                  | LettlandAndris Šics Juris Šics                                                             |
| 2016                  | Altenberg                       | DeutschlandToni Eggert Sascha Benecken          | DeutschlandTobias Wendl Tobias Arlt                  | ÖsterreichPeter Penz Georg Fischler                                                        |
| 2017                  | Königssee                       | DeutschlandTobias Wendl Tobias Arlt             | DeutschlandToni Eggert Sascha Benecken               | DeutschlandRobin Geueke David Gamm                                                         |
| 2018                  | Sigulda                         | DeutschlandToni Eggert Sascha Benecken          | LettlandAndris Šics Juris Šics                       | DeutschlandTobias Wendl Tobias Arlt                                                        |
| 2019                  | Oberhof                         | DeutschlandTobias Wendl Tobias Arlt             | DeutschlandToni Eggert Sascha Benecken               | LettlandAndris Šics Juris Šics                                                             |
| 2020                  | Lillehammer                     | RusslandAlexander Denissjew Wladislaw Antonow   | ÖsterreichThomas Steu Lorenz Koller                  | RusslandWladislaw Juschakow Juri Prochorow                                                 |
| 2021                  | Sigulda                         | LettlandAndris Šics Juris Šics                  | DeutschlandTobias Wendl Tobias Arlt                  | LettlandMārtiņš Bots Roberts Plūme                                                         |
| 2022                  | St. Moritz                      | DeutschlandToni Eggert Sascha Benecken          | DeutschlandTobias Wendl Tobias Arlt                  | LettlandMārtiņš Bots Roberts Plūme                                                         |
| 2023                  | Sigulda                         | DeutschlandTobias Wendl Tobias Arlt             | LettlandMārtiņš Bots Roberts Plūme                   | LettlandEduards Ševics-Mikeļševics Lūkass Krasts                                           |
| 2024                  | Igls                            | ÖsterreichThomas Steu Wolfgang Kindl            | LettlandMārtiņš Bots Roberts Plūme                   | DeutschlandTobias Wendl Tobias Arlt                                                        |
| 2025                  | Winterberg                      | DeutschlandTobias Wendl Tobias Arlt             | ÖsterreichJuri Gatt Riccardo Schöpf                  | ÖsterreichYannick Müller Armin Frauscher                                                   |

## Doppelsitzer Frauen
| Europameisterschaften | Europameisterschaften | Gold                                             | Silber                                | Bronze                                           |
| --------------------- | --------------------- | ------------------------------------------------ | ------------------------------------- | ------------------------------------------------ |
| 2023                  | Sigulda               | ItalienAndrea Vötter Marion Oberhofer            | Lettland Anda Upīte Sanija Ozoliņa    | DeutschlandJessica Degenhardt Cheyenne Rosenthal |
| 2024                  | Igls                  | DeutschlandJessica Degenhardt Cheyenne Rosenthal | ItalienAndrea Vötter Marion Oberhofer | LettlandMarta Robežniece Kitija Bogdanova        |
| 2025                  | Winterberg            |                                                  |                                       |                                                  |

## Team- beziehungsweise Staffelwettbewerb
| Europameisterschaft | Europameisterschaft | Gold | Silber | Bronze |
| ------------------- | ------------------- | --- | --- | --- |
| 1988                | Königssee           | BR DeutschlandGeorg Hackl Johannes Schettel Kerstin Langkopf Veronika Bilgeri Thomas Schwab & Wolfgang Staudinger | DDRMichael Walter Jens Müller Cerstin Schmidt Ute Oberhoffner Marco Ernst & Olaf Paschold                       | ItalienWilfried Huber Paul Hildgartner Maria-Luise Rainer Gerda Weißensteiner Hansjörg Raffl & Norbert Huber           |
| 1990                | Igls                | DDRJens Müller René Friedl Susi Erdmann Sylke Otto Jörg Hoffmann & Jochen Pietzsch                                | BR DeutschlandGeorg Hackl Johannes Schettel Jana Bode Margit Paar Stefan Ilsanker & Georg Hackl                 | ItalienArnold Huber Norbert Huber Gerda Weißensteiner Natalie Obkircher Hansjörg Raffl & Norbert Huber                 |
| 1992                | Winterberg          | DeutschlandGeorg Hackl René Friedl Susi Erdmann Sylke Otto Yves Mankel & Thomas Rudolph                           | ÖsterreichMarkus Prock Robert Manzenreiter Angelika Neuner Andrea Tagwerker Gerhard Gleirscher & Markus Schmidt | ItalienNorbert Huber Oswald Haselrieder Natalie Obkircher Anja Plaikner Hansjörg Raffl & Norbert Huber                 |
| 1994                | Königssee           | ItalienArmin Zöggeler Norbert Huber Gerda Weißensteiner Natalie Obkircher Kurt Brugger & Wilfried Huber           | DeutschlandGeorg Hackl René Friedl Jana Bode Gabriele Kohlisch Yves Mankel & Thomas Rudolph                     | ÖsterreichMarkus Prock Markus Schmidt Doris Neuner Andrea Tagwerker Tobias Schiegl & Markus Schiegl                    |
| 1996                | Sigulda             | DeutschlandJens Müller Georg Hackl Jana Bode Susi Erdmann Stefan Krauße & Jan Behrendt                            | ÖsterreichMarkus Prock Markus Schmidt Angelika Neuner Andrea Tagwerker Tobias Schiegl & Markus Schiegl          | ItalienArmin Zöggeler Wilfried Huber Gerda Weißensteiner Natalie Obkircher Gerhard Plankensteiner & Oswald Haselrieder |
| 1998                | Oberhof             | DeutschlandJens Müller Karsten Albert Susi Erdmann Silke Kraushaar Stefan Krauße & Jan Behrendt                   | ItalienArmin Zöggeler Norbert Huber Natalie Obkircher Gerda Weißensteiner Kurt Brugger & Wilfried Huber         | ÖsterreichMarkus Prock Markus Kleinheinz Angelika Neuner Andrea Tagwerker Tobias Schiegl & Markus Schiegl              |
| 2000                | Winterberg          | DeutschlandGeorg Hackl Sylke Otto Patric Leitner & Alexander Resch                                                | DeutschlandKarsten Albert Sonja Wiedemann Steffen Skel & Steffen Wöller                                         | ItalienArmin Zöggeler Natalie Obkircher Gerhard Plankensteiner & Oswald Haselrieder                                    |
| 2002                | Altenberg           | DeutschlandGeorg Hackl Silke Kraushaar Steffen Skel & Steffen Wöller                                              | DeutschlandDenis Geppert Sylke Otto Patric Leitner & Alexander Resch                                            | ÖsterreichMarkus Prock Angelika Neuner Tobias Schiegl & Markus Schiegl                                                 |
| 2004                | Oberhof             | DeutschlandJan Eichhorn Silke Kraushaar Steffen Skel & Steffen Wöller                                             | ItalienArmin Zöggeler Anastasia Oberstolz-Antonova Christian Oberstolz & Patrick Gruber                         | ÖsterreichMartin Abentung Veronika Halder Andreas Linger & Wolfgang Linger                                             |
| 2006                | Winterberg          | DeutschlandDavid Möller Silke Kraushaar Patric Leitner & Alexander Resch                                          | ItalienArmin Zöggeler Anastasia Oberstolz-Antonova Christian Oberstolz & Patrick Gruber                         | LettlandMārtiņš Rubenis Anna Orlova Juris Šics & Andris Šics                                                           |
| 2008                | Cesana              | LettlandMārtiņš Rubenis Maija Tīruma Juris Šics & Andris Šics                                                     | ÖsterreichMartin Abentung Veronika Halder Andreas Linger & Wolfgang Linger                                      | ItalienArmin Zöggeler Sandra Gasparini Gerhard Plankensteiner & Oswald Haselrieder                                     |
| 2010                | Sigulda             | LettlandAnna Orlova Mārtiņš Rubenis Juris Šics & Andris Šics                                                      | ÖsterreichVeronika Halder Wolfgang Kindl Andreas Linger & Wolfgang Linger                                       | DeutschlandCorinna Martini Johannes Ludwig Tobias Wendl & Tobias Arlt                                                  |
| 2012                | Paramonowo          | RusslandTatjana Iwanowa Albert Demtschenko Wladislaw Juschakow & Wladimir Machnutin                               | DeutschlandTatjana Hüfner Andi Langenhan Tobias Wendl & Tobias Arlt                                             | ItalienSandra Gasparini Armin Zöggeler Christian Oberstolz & Patrick Gruber                                            |
| 2013                | Oberhof             | DeutschlandNatalie Geisenberger Felix Loch Toni Eggert & Sascha Benecken                                          | ItalienSandra Gasparini Armin Zöggeler Christian Oberstolz & Patrick Gruber                                     | RusslandTatjana Iwanowa Albert Demtschenko Wladislaw Juschakow & Wladimir Machnutin                                    |
| 2014                | Sigulda             | RusslandNatalja Chorjowa Albert Demtschenko Wladislaw Juschakow & Wladimir Machnutin                              | LettlandElīza Tīruma Mārtiņš Rubenis Andris Šics & Juris Šics                                                   | ItalienSandra Gasparini Armin Zöggeler Christian Oberstolz & Patrick Gruber                                            |
| 2015                | Sotschi             | DeutschlandDajana Eitberger Felix Loch Tobias Wendl & Tobias Arlt                                                 | RusslandTatjana Iwanowa Semjon Pawlitschenko Alexander Denissjew & Wladislaw Antonow                            | LettlandElīza Tīruma Inārs Kivlenieks Andris Šics & Juris Šics                                                         |
| 2016                | Altenberg           | DeutschlandTatjana Hüfner Felix Loch Toni Eggert & Sascha Benecken                                                | LettlandElīza Cauce Artūrs Dārznieks Andris Šics & Juris Šics                                                   | RusslandTatjana Iwanowa Roman Repilow Alexander Denissjew & Wladislaw Antonow                                          |
| 2017                | Königssee           | DeutschlandNatalie Geisenberger Ralf Palik Tobias Wendl & Tobias Arlt                                             | ÖsterreichMiriam Kastlunger Wolfgang Kindl Thomas Steu & Lorenz Koller                                          | LettlandElīza Cauce Artūrs Dārznieks Andris Šics & Juris Šics                                                          |
| 2018                | Sigulda             | RusslandTatjana Iwanowa Semjon Pawlitschenko Alexander Denissjew & Wladislaw Antonow                              | DeutschlandNatalie Geisenberger Felix Loch Toni Eggert & Sascha Benecken                                        | LettlandKendija Aparjode Inārs Kivlenieks Andris Šics & Juris Šics                                                     |
| 2019                | Oberhof             | ItalienAndrea Vötter Dominik Fischnaller Ivan Nagler & Fabian Malleier                                            | DeutschlandNatalie Geisenberger Johannes Ludwig Tobias Wendl & Tobias Arlt                                      | LettlandElīza Cauce Inārs Kivlenieks Andris Šics & Juris Šics                                                          |
| 2020                | Lillehammer         | ÖsterreichMadeleine Egle David Gleirscher Thomas Steu & Lorenz Koller                                             | ItalienAndrea Vötter Dominik Fischnaller Ivan Nagler & Fabian Malleier                                          | LettlandUlla Zirne Kristers Aparjods Andris Šics & Juris Šics                                                          |
| 2021                | Sigulda             | RusslandTatjana Iwanowa Semjon Pawlitschenko Wsewolod Kaschkin & Konstantin Korschunow                            | LettlandElīza Tīruma Artūrs Dārznieks Andris Šics & Juris Šics                                                  | DeutschlandNatalie Geisenberger Felix Loch Tobias Wendl & Tobias Arlt                                                  |
| 2022                | St. Moritz          | LettlandElīna Ieva Vītola Kristers Aparjods Mārtiņš Bots & Roberts Plūme                                          | DeutschlandNatalie Geisenberger Johannes Ludwig Toni Eggert & Sascha Benecken                                   | RusslandTatjana Iwanowa Roman Repilow Andrei Bogdanow & Juri Prochorow                                                 |
| 2023                | Sigulda             | LettlandElīna Ieva Vītola Kristers Aparjods Mārtiņš Bots & Roberts Plūme                                          | DeutschlandAnna Berreiter Max Langenhan Tobias Wendl & Tobias Arlt                                              | ItalienSandra Robatscher Dominik Fischnaller Emanuel Rieder & Simon Kainzwaldner                                       |
| 2024                | Igls                | ÖsterreichMadeleine Egle Thomas Steu / Wolfgang Kindl Jonas Müller Selina Egle / Lara Kipp                        | DeutschlandJulia Taubitz Tobias Wendl / Tobias Arlt Max Langenhan Jessica Degenhardt / Cheyenne Rosenthal       | ItalienVerena Hofer Emanuel Rieder / Simon Kainzwaldner Dominik Fischnaller Andrea Vötter / Marion Oberhofer           |
| 2025                | Winterberg          | | | |

## Erfolgreichste Athleten
- Platzierung: Gibt die Reihenfolge der Athleten wieder. Diese wird durch die Anzahl der Goldmedaillen bestimmt. Bei gleicher Anzahl werden die Silbermedaillen verglichen und anschließend die errungenen Bronzemedaillen.
- Name: Nennt den Namen des Athleten.
- Land: Nennt das Land, für das der Athlet startete.
- Von: Das Jahr, in dem der Athlet die erste Medaille gewonnen hat.
- Bis: Das Jahr, in dem der Athlet die letzte Medaille gewonnen hat.
- Gold: Nennt die Anzahl der gewonnenen Goldmedaillen.
- Silber: Nennt die Anzahl der gewonnenen Silbermedaillen.
- Bronze: Nennt die Anzahl der gewonnenen Bronzemedaillen.
- Gesamt: Nennt die Anzahl aller gewonnenen Medaillen.
- Zur besseren Übersichtlichkeit werden nur die 25 besten Männer und 20 besten Frauen aufgeführt.
- Medaillen aus dem Teamwettbewerb wurden bei der Übersicht nicht berücksichtigt.

### Männer
| Platz          | Name                 | Land             | Von  | Bis  | Gold | Silber | Bronze | Gesamt |
| -------------- | -------------------- | ---------------- | ---- | ---- | ---- | ------ | ------ | ------ |
| 1.             | Hans Rinn            | DDR              | 1973 | 1982 | 7    | 6      | 1      | 14     |
| 2.             | Tobias Wendl         | Deutschland      | 2010 | 2025 | 5    | 6      | 2      | 13     |
| 2.             | Tobias Arlt          | Deutschland      | 2010 | 2025 | 5    | 6      | 2      | 13     |
| 4.             | Paul Aste            | Österreich       | 1951 | 1955 | 5    | 2      | -      | 7      |
| 4.             | Martin Tietze        | Deutsches Reich  | 1934 | 1939 | 5    | 2      | -      | 7      |
| 4.             | Walter Feist         | Deutsches Reich  | 1928 | 1939 | 5    | 2      | -      | 7      |
| 7.             | Norbert Hahn         | DDR              | 1973 | 1980 | 4    | 3      | -      | 7      |
| 8.             | Toni Eggert          | Deutschland      | 2012 | 2023 | 4    | 2      | 1      | 7      |
| 8.             | Sascha Benecken      | Deutschland      | 2012 | 2023 | 4    | 2      | 1      | 7      |
| 10.            | Walter Kluge         | Deutsches Reich  | 1934 | 1939 | 4    | 2      | -      | 6      |
| 11.            | Paul Hildgartner     | Italien          | 1971 | 1988 | 4    | 1      | 1      | 6      |
| 12.            | Semjon Pawlitschenko | Russland         | 2015 | 2020 | 4    | 1      | -      | 5      |
| 13.            | Armin Zöggeler       | Italien          | 1994 | 2014 | 3    | 2      | 3      | 8      |
| 14.            | Felix Loch           | Deutschland      | 2012 | 2023 | 3    | 2      | 2      | 7      |
| 15.            | Markus Prock         | Österreich       | 1988 | 2002 | 3    | 2      | -      | 5      |
| 16.            | Fritz Preissler      | Tschechoslowakei | 1928 | 1939 | 3    | 1      | -      | 4      |
| 17.            | Patric Leitner       | Deutschland      | 2000 | 2008 | 3    | -      | 1      | 4      |
| 17.            | Alexander Resch      | Deutschland      | 2000 | 2008 | 3    | -      | 1      | 4      |
| 17.            | Horst Hörnlein       | DDR              | 1971 | 1975 | 3    | -      | 1      | 4      |
| 20.            | Norbert Huber        | Italien          | 1984 | 1998 | 2    | 4      | 3      | 9      |
| 21.            | Heinrich Isser       | Österreich       | 1951 | 1955 | 2    | 3      | -      | 5      |
| 22.            | Hansjörg Raffl       | Italien          | 1984 | 1994 | 2    | 2      | 2      | 6      |
| 23.            | Albert Demtschenko   | Russland         | 1996 | 2010 | 2    | 2      | 1      | 5      |
| 23.            | Hans Krausner        | Österreich       | 1951 | 1956 | 2    | 2      | 1      | 5      |
| 23.            | Georg Hackl          | Deutschland      | 1988 | 2000 | 2    | 2      | 1      | 5      |
| 26.            | Jens Müller          | DDR/ Deutschland | 1986 | 2000 | 2    | 1      | 1      | 4      |
| 26.            | Christian Oberstolz  | Italien          | 2004 | 2014 | 2    | 1      | 1      | 4      |
| 26.            | Patrick Gruber       | Italien          | 2004 | 2014 | 2    | 1      | 1      | 4      |
| 29.            | Josef Isser          | Österreich       | 1951 | 1956 | 2    | 1      | -      | 3      |
| 29.            | Wolfram Fiedler      | DDR              | 1972 | 1976 | 2    | 1      | -      | 3      |
| 31.            | Stefan Krauße        | Deutschland      | 1990 | 1998 | 2    | -      | 2      | 4      |
| 31.            | Jan Behrendt         | Deutschland      | 1990 | 1998 | 2    | -      | 2      | 4      |
| Stand: EM 2025 |                      |                  |      |      |      |        |        |        |

Das lettische Rodeldoppel Andris Šics & Juris Šics hat zwischen 2006 und 2021 elf Medaillen in Team- und Staffelwettbewerben gewonnen (2–3–6). Hinzu kommen vier Medaillenränge aus den Doppelwettbewerben (1–1–2). Mit 15 Medaillen gehören sie damit ebenfalls zu den erfolgreichsten Teilnehmern.

### Frauen
| Platz          | Name                 | Land             | Von  | Bis  | Gold | Silber | Bronze | Gesamt |
| -------------- | -------------------- | ---------------- | ---- | ---- | ---- | ------ | ------ | ------ |
| 01.            | Natalie Geisenberger | Deutschland      | 2008 | 2022 | 5    | 3      | -      | 8      |
| 02.            | Tatjana Iwanowa      | Russland         | 2010 | 2021 | 5    | 2      | 2      | 9      |
| 03.            | Maria Isser          | Österreich       | 1951 | 1956 | 5    | 1      | 1      | 7      |
| 04.            | Silke Kraushaar      | Deutschland      | 1998 | 2008 | 3    | 4      | -      | 7      |
| 05.            | Margit Schumann      | DDR              | 1973 | 1979 | 3    | 1      | 1      | 5      |
| 06.            | Sylke Otto           | Deutschland      | 1990 | 2004 | 2    | 1      | 1      | 4      |
| 07.            | Elisabeth Demleitner | Deutschland      | 1972 | 1978 | 2    | 1      | -      | 3      |
| 08.            | Hanni Fink           | Tschechoslowakei | 1934 | 1939 | 2    | -      | 2      | 4      |
| 09.            | Susi Erdmann         | DDR/ Deutschland | 1990 | 1998 | 2    | -      | 1      | 3      |
| 09.            | Melitta Sollmann     | DDR              | 1979 | 1982 | 2    | -      | 1      | 3      |
| 11.            | Friedel Tietze       | Deutsches Reich  | 1938 | 1939 | 2    | -      | -      | 2      |
| 12.            | Tatjana Hüfner       | Deutschland      | 2008 | 2019 | 1    | 5      | 1      | 7      |
| 13.            | Julia Taubitz        | Deutschland      | 2020 | 2025 | 1    | 2      | -      | 3      |
| 13.            | Karla Kienzl         | Österreich       | 1951 | 1955 | 1    | 2      | -      | 3      |
| 14.            | Jana Bode            | Deutschland      | 1990 | 1996 | 1    | 1      | 1      | 3      |
| 14.            | Ute Rührold          | DDR              | 1972 | 1974 | 1    | 1      | 1      | 3      |
| 16.            | Gerda Weißensteiner  | Italien          | 1990 | 1994 | 1    | 1      | -      | 2      |
| 17.            | Dajana Eitberger     | Deutschland      | 2014 | 2019 | 1    | -      | 2      | 3      |
| 18.            | Cerstin Schmidt      | DDR              | 1986 | 1988 | 1    | -      | 1      | 2      |
| 18.            | Bettina Schmidt      | DDR              | 1982 | 1984 | 1    | -      | 1      | 2      |
| 18.            | Vera Zozuļa          | Sowjetunion      | 1976 | 1978 | 1    | -      | 1      | 2      |
| 18.            | Anna-Maria Müller    | DDR              | 1970 | 1972 | 1    | -      | 1      | 2      |
| 18.            | Christa Schmuck      | BR Deutschland   | 1967 | 1970 | 1    | -      | 1      | 2      |
| 18.            | Ute Oberhoffner      | DDR              | 1986 | 1988 | 1    | -      | 1      | 2      |
| Stand: EM 2025 |                      |                  |      |      |      |        |        |        |

## Nationenwertungen

### Gesamt
(einschließlich der Medaillen aus den Mannschafts- und Teamstaffelwettbewerben)
| Platz          | Land                          | Gold | Silber | Bronze | Gesamt |
| -------------- | ----------------------------- | ---- | ------ | ------ | ------ |
| 01.            | Deutschland (mit DDR)         | 98   | 86     | 55     | 238    |
| 02.            | Österreich                    | 27   | 34     | 40     | 101    |
| 03.            | Italien                       | 18   | 18     | 26     | 62     |
| 04.            | Russland (mit Sowjetunion)    | 16   | 10     | 13     | 39     |
| 05.            | Tschechoslowakei (mit Böhmen) | 8    | 8      | 17     | 33     |
| 06.            | Lettland                      | 2    | 4      | 9      | 15     |
| 07.            | Norwegen                      | 1    | 3      | 2      | 6      |
| 08.            | Polen                         | 1    | 2      | 9      | 12     |
| 09.            | Schweden                      | -    | 2      | -      | 2      |
| 10.            | Slowakei                      | -    | -      | 1      | 1      |
| Stand: EM 2020 |                               |      |        |        |        |

### Männer
(einschließlich der theoretisch auch für Frauen offenen Doppelwettbewerbe)
| Platz          | Land                     | Gold | Silber | Bronze | Gesamt |
| -------------- | ------------------------ | ---- | ------ | ------ | ------ |
| 01.            | Deutschland (mit DDR)    | 55   | 50     | 30     | 135    |
| 02.            | Österreich               | 19   | 22     | 26     | 67     |
| 03.            | Italien                  | 14   | 11     | 15     | 40     |
| 04.            | Russland mit Sowjetunion | 9    | 8      | 7      | 24     |
| 05.            | Tschechoslowakei         | 5    | 5      | 13     | 23     |
| 06.            | Norwegen                 | -    | 2      | 1      | 3      |
| 07.            | Polen                    | -    | 1      | 6      | 7      |
| 08.            | Schweden                 | -    | 1      | -      | 1      |
| 09.            | Slowakei                 | -    | -      | 1      | 1      |
| 09.            | Lettland                 | -    | 1      | 1      | 4      |
| Stand: EM 2020 |                          |      |        |        |        |

### Frauen
| Platz          | Land                  | Gold | Silber | Bronze | Gesamt |
| -------------- | --------------------- | ---- | ------ | ------ | ------ |
| 01.            | Deutschland (mit DDR) | 30   | 29     | 23     | 82     |
| 02.            | Österreich            | 7    | 8      | 10     | 24     |
| 03.            | Russland              | 4    | 2      | 2      | 8      |
| 04.            | Tschechoslowakei      | 3    | 3      | 4      | 10     |
| 05.            | Italien               | 3    | 2      | 4      | 9      |
| 06.            | Polen                 | 1    | 1      | 3      | 5      |
| 07.            | Norwegen              | 1    | 1      | 1      | 3      |
| 08.            | Sowjetunion           | -    | 1      | 1      | 2      |
| 09.            | Lettland              | -    | 1      | -      | 1      |
| 09.            | Schweden              | -    | 1      | -      | 1      |
| Stand: EM 2020 |                       |      |        |        |        |